# Strela (bière)
Pour les articles homonymes, voir Strela.

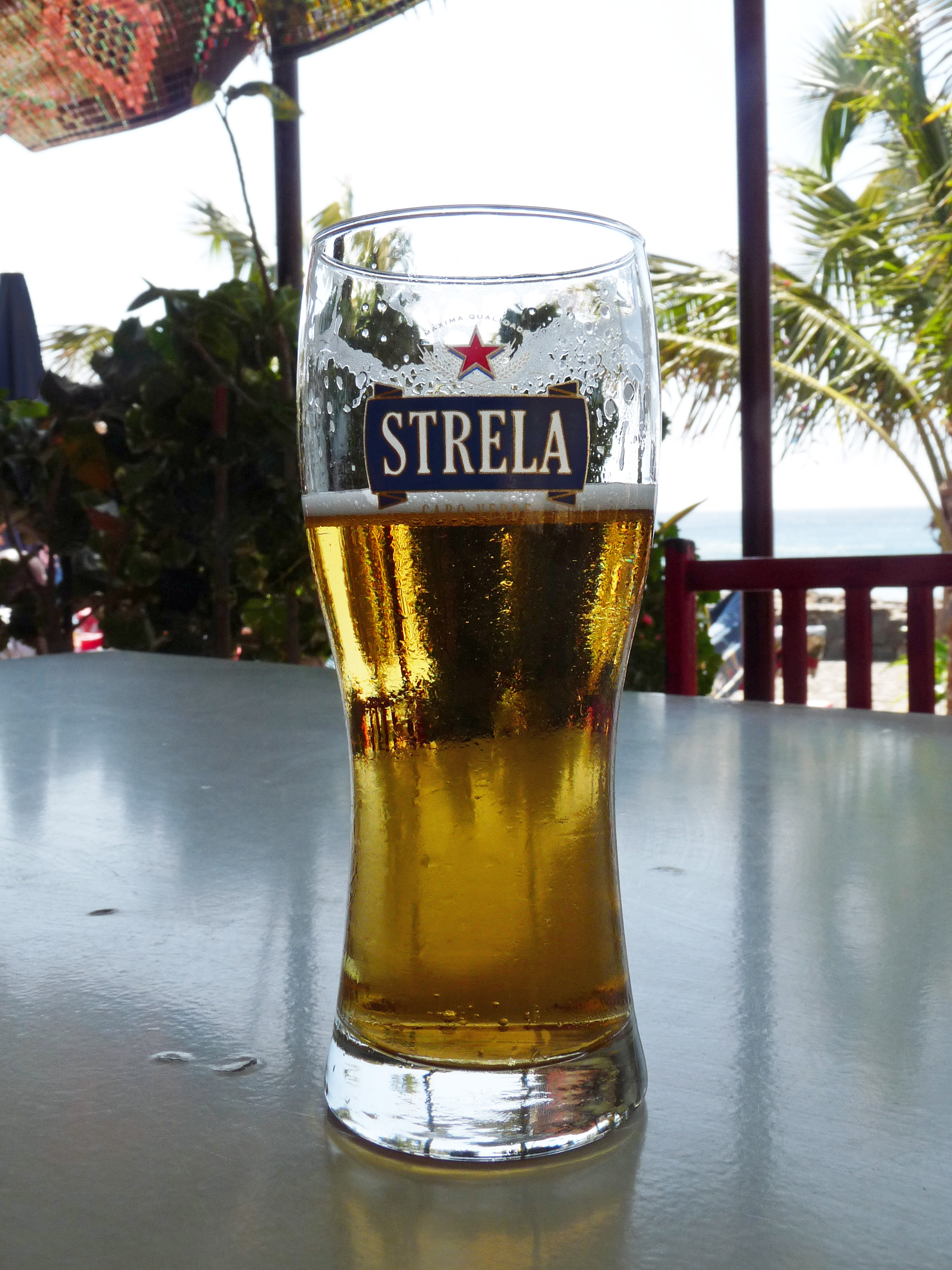
Un verre de Strela.

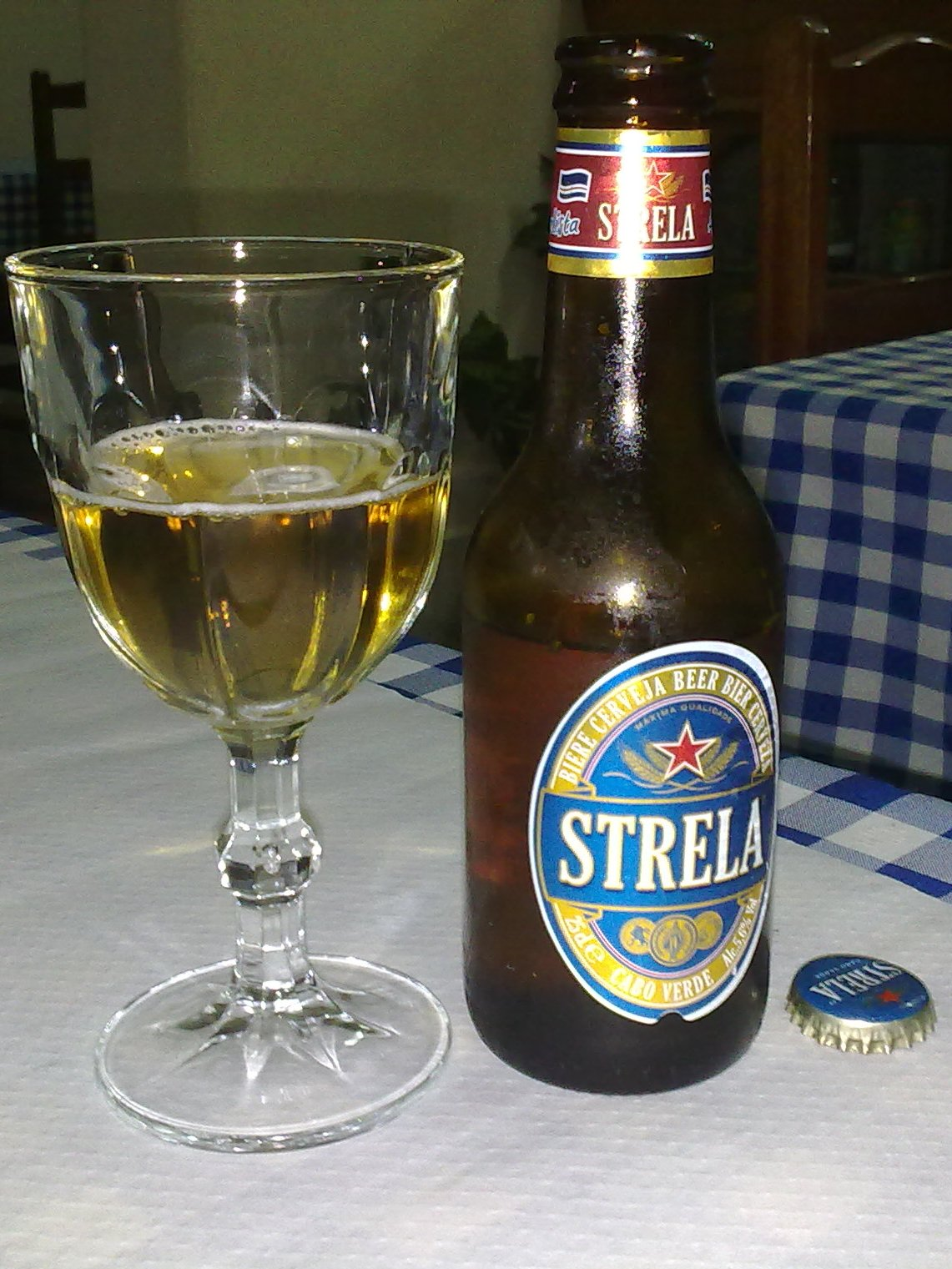
Une bouteille de Strela.

Strela (« étoile » en portugais) est à ce jour la seule marque de bière cap-verdienne. Lancée en 2006 en remplacement de la Coral, elle est produite par la Sociedade Cabo-verdiana de Cerveja e Refrigerantes (SCCR) qui fabrique également des sodas et dont le siège est à Praia.

## Conditionnement
La Strela est vendue en bouteilles de 25 cl (non consignées), 33 cl et 1 litre (consignées), ainsi qu'en barils de 20 et 50 litres.

## Distinctions
En 2008, la Strela a été reconnue par le International Taste & Quality Institute (iTQi) de Bruxelles comme un produit de « qualité internationale ».

## Marché local
D'autres bières, telles que Superbock ou Sagres, sont également très consommées dans l'archipel, mais elles sont importées du Portugal. En 2009 les ventes de la Strela ont dépassé celles de la Sagres.

## Exportation
La diffusion de la marque s'internationalise peu à peu. Après l'Afrique de l'Ouest (Gambie, Guinée-Bissau) et l'Europe (Portugal, Pays-Bas), l'exportation de la Strela est lancée en 2011 dans les deux États américains où vit une grande partie de la diaspora cap-verdienne, le Massachusetts et Rhode Island.

## Notes

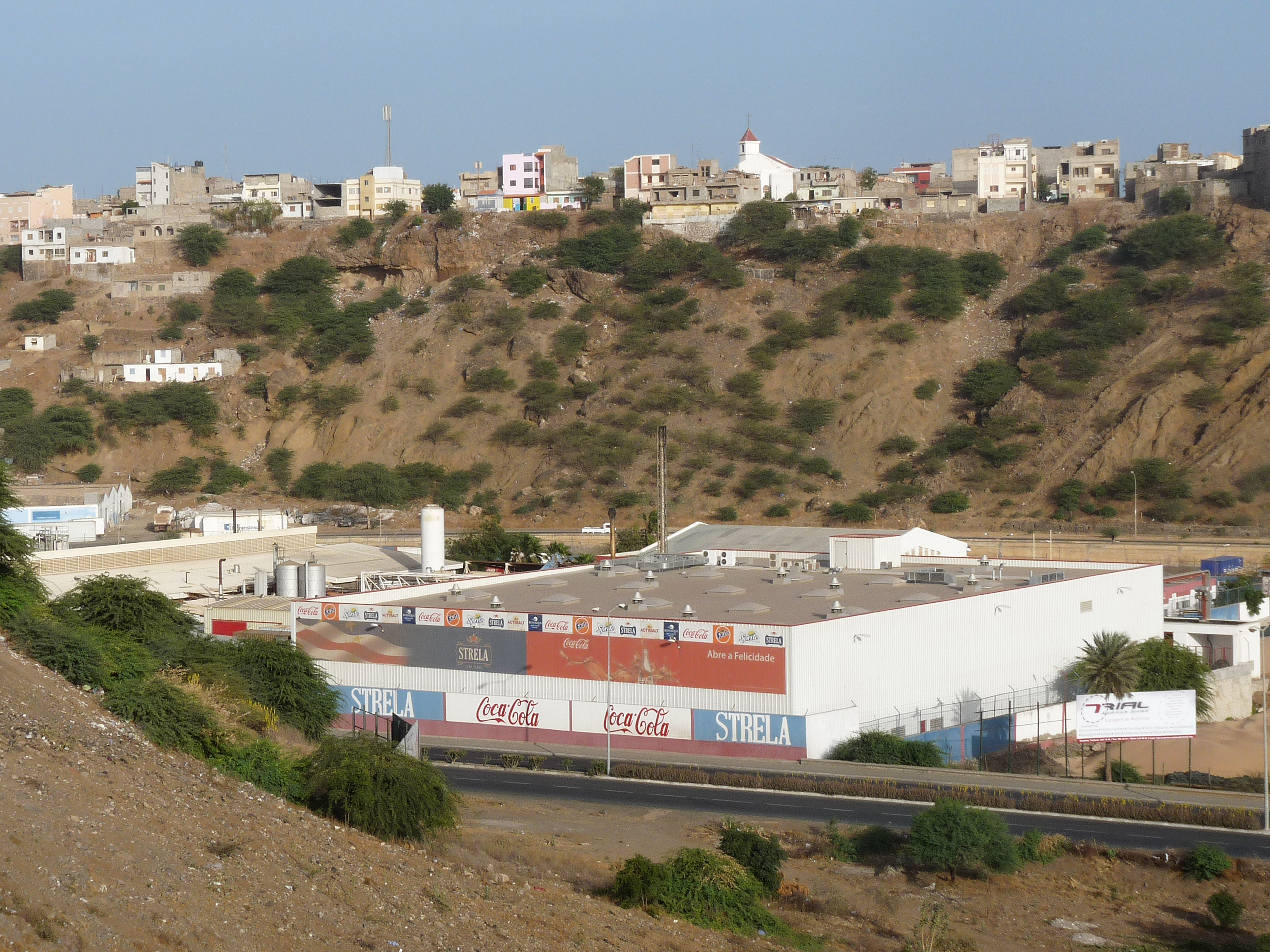
L'usine de Praia